# Nikdo nic neví
Nikdo nic neví  je česká veselohra, natočená v roce 1947 v režii Josefa Macha, odehrávající se v Praze v době německé okupace. S groteskní nadsázkou pojednává o dobrodružství dvou pražských tramvajáků, kteří se snaží pomoci své sousedce.  

## Tvůrci
- Námět:  Jan Schmidt, Petr Nedoma
- Scénář: Josef Mach, Jaromír Pleskot
- Kamera: Josef Střecha
- Režie: Josef Mach
- Hudba: Josef Stelibský
- Stavby: Jan Zázvorka
- Další údaje: černobílý, 70 minut, komedie
- Výroba: Československá filmová společnost
- Premiéra: 28. 11. 1947

## Postavy
| Jaroslav Marvan      | Martin Plechatý                   |
| František Filipovský | Petr Nový                         |
| Eduard Linkers       | Fritz Heinecke                    |
| Jana Dítětová        | Věra Budínová                     |
| Robert Vrchota       | Ing. Karel Bureš, Věřin snoubenec |
| Eman Fiala           | kapelník                          |
| Stanislav Neumann    | Jan Koula, kontrabasista          |
| Jiří Sovák           | detektiv v hotelu                 |
| Josef Kemr           | pracovník hospodářské kontroly    |
| Jan W. Speerger      | pracovník hospodářské kontroly    |
| Karel Effa           | kulisák                           |
| Ota Motyčka          | vrátný Hotelu Avion               |
| Otomar Krejča        | rozvážný pán                      |
| Richard Záhorský     | muž v klopeném klobouku           |
| Josef Kotapiš        | muž v koženém kabátě              |
| Rudolf Princ         | seladon                           |
| Josef Pehr           | úředník Hotelu Avion              |
| Bedřich Bozděch      | ředitel Hotelu Avion              |
| F. X. Mlejnek        | tramp                             |
| Jiří Vondrovič       | inspicient                        |
| Viktor Očásek        | domovník                          |
| Jaroslav Štercl      | kulisák                           |
| Josef Příhoda        | Zelenka                           |
| Antonín Jirsa        | direktor                          |
| Valja Petrová        | Němka v hotelu                    |
| Václav John          | kluk přebíhající ulici            |

## Děj
Skupina ozbrojených Němců v kabrioletu pronásleduje jezdce na motocyklu.  Ten nakonec zastaví v lese, kde má ukryté letadlo a odletí.
Tramvajáci Martin Plechatý a Petr Nový čtou na titulní stránce „Poledního listu“ o pátrání po muži, který Němcům uprchl v letadle. Je tam i fotka, je to ing. Karel Bureš, snoubenec jejich sousedky Věry. Ta už to ví, když k ní oba tramvajáci přijdou. Sundala mezitím fotku Bureše ze stěny a začíná pálit korespondenci.
K Věře přijde Němec – SA man Fritz Heinecke, původem Čech, který Bureše znal a ví o jeho vztahu s Věrou.  Začne Věru vydírat a chce 30 tisíc korun, jinak že to oznámí na Gestapo.  Fritz řekl Věře, že v hotelu nechal dopis adresovaný na Gestapo s informací o ní a Burešovi, pro případ, že by se mu něco stalo.  Když v kamnech objeví dopisy, které se Věra pokoušela spálit, začne se s ní o ně přetahovat a upadne hlavou na kamna. Zůstane nehybně ležet. Věra myslí, že je mrtvý. Od vedle přijdou oba tramvajáci, kteří slyšeli ránu, protože bydlí na společné pavlači a snaží se Věře pomoci zbavit se těla. Němce naloží do velkého proutěného koše na prádlo.
Martin Plechatý zjistí po telefonu, že Fritz bydlel v Hotelu Avion, pokoj č. 152. Věra se tam vydá hledat dopis. Při zmatku během leteckého poplachu se jí podaří dostat se do pokoje, ale dopis nenajde.
Ve stejném domě jako Věra bydlí i kontrabasista Koula, který přijde k Věře s novinami s recenzí na jeho vystoupení,  ale vidí, jak tramvajáci zrovna nakládají Fritze. Bojí se prohlídky domu a pušku, kterou má doma schovanou, dá do pouzdra na basu. Večer hraje v divadle a z roztržitosti si místo basy donese pouzdro s puškou. Požádá divadelního sluhu, aby odnesl pouzdro k němu domů, vzal po cestě i brambory z vrátnice a donesl mu zpět jeho druhou basu.
Tramvajáci se snaží košík s Fritzem nechat na staveništi ve městě, ale vidí je lidé ze sousedního domu. Tak jedou dál. Košík na dvojkoláku jim na ulici ujede a spadne do nádrže s vodou. Večer však tramvajáky doma vyruší strážník se dvěma muži, kteří nesou košík. Našli jej a byla na něm adresa Martina Plechatého, tak jej jdou vrátit a dožadují se odměny. Tramvajáci tedy přendají Fritze z košíku do pouzdra na basu, které stojí na pavlači.
Divadelní sluha přijde ke Koulovi do domu a vidí na pavlači pouzdro na basu. Myslí, že je to Koulova druhá basa, naloží si pouzdro (s Fritzem uvnitř) na záda a odnese jej Koulovi do divadla.
Tramvajáci se vydají do města s pouzdrem na basu, ve kterém myslí, že mají Fritze. Dojdou na Kampu a hodí pouzdro do Čertovky. Nějaký muž na loďce však pouzdro vytáhne. Přítomný strážník nařídí pouzdro otevřít. K překvapení všech jsou tam jen brambory a nějaké hadry.
Koula v divadle otevře sluhou donesené pouzdro a zhrozí se, když tam objeví spícího Fritze. Odnese jej do skladu rekvizit. Tam se Fritz probudí, začne popíjet a zpívat-jódlovat. Když tam dorazí tramvajáci, myslí, že Fritz vstal z mrtvých. Snaží se ho omráčit. Když to vidí zaměstnanci divadlo, domnívají se, že začala revoluce, vyndají z úkrytů české vlajky a chystají se vyjít do ulic. Koula je zastaví. Opilý Fritz myslí, že vidí Hitlera, podá mu hlášení a svalí se do dětského kočárku, který je rekvizitou v divadle.
Věra se mezitím v Hotelu Avion dozví, že Fritz se přestěhoval do Hotelu Evropa. Vydá se tam, za ní jde tajný v koženém kabátě, který ji již v Avionu pozoroval.
Tramvajáci vezou Fritze v kočárku, ten celou cestu jódluje. Nechají kočárek na ulici a schovají se v průjezdu domu. Kočárek se rozjede a vjede do obchodu – zelinářství. Zelinář jim pomůže přeložit Fritze do dřevěné bedny a zarovnat jej zelím. Na ulici je zastaví hospodářská kontrola, poleká se však člověka v zelí a uteče. Tramvajáci se s Fritzem vydají pěšky ulicemi a narazí na drožku bez kočího, nasednou a vydají se do Hotelu Evropa. Vynesou Fritze do jeho pokoje, kde jej položí na zem. Najdou jeho dopis na Gestapo a spálí jej. Tramvajáci se však bojí, že Fritz napíše nové udání, až se probere.
To již do hotelu dorazila i Věra. Jde s jedním Němcem z recepce nahoru. Fritz si zrovna otevírá další láhev šampaňského a špunt trefí Němce do oka. Věra toho využije a zavře se v pokoji s tramvajáky a Fritzem. Fritz vytáhne dvě pistole a začne střílet. Muž v koženém kabátě, sledující Věru dorazí také do hotelu se skupinou SA-manů. Snaží se vyrazit dveře do Fritzova pokoje. Tramvajáci s Věrou vylezou oknem a po požárním žebříku slezou na zem, kde nasednou do náklaďáku, který tam stojí. Fritz ale vypadne z okna zrovna do plachty na korbě. Martin Plechatý řídí vůz, aniž to umí, takže při šílené jízdě např. porazí telefonní budku, pouťové stánky a střelnici, vyjede ze silnice do pole a projede skrz stoh sena.  Němci v dalším voze je pronásledují. Fritz vypadne z korby náklaďáku tramvajáků a Němci jej naloží do svého vozu. Náhle se objeví letadlo a vůz s Němci zničí. Letadlo pak přistane a je v něm kromě pilota i ing. Karel Bureš, Věřin snoubenec. Letadlo naloží Věru i oba tramvajáky a zase se vznese. Náhle zpozorují, že na ocase letadla sedí Fritz. Pilot jej několika kývavými pohyby letadla shodí. Všichni si oddechnou, že se Fritze nakonec zbavili.

## Zajímavost
- Petr Nedoma, který byl spoluautorem námětu filmu, byl ve skutečnosti Vladimír Neff, skrytý pod pseudonymem.[1]
- V Polsku podle filmu[zdroj⁠?!] vzniklo rčení czeski film, které označuje nepochopitelnou situaci.